# Focus (группа)
Focus — нидерландская группа прогрессивного рока, основанная в 1969 году и достигшая пика своей популярности в 1970-х.

## История группы
Основой группы стали хорошо известные на голландской рок-сцене музыканты Мартeйн Дрезден и Ханс Клеувер. К ним присоединился вокалист, флейтист и клавишник Тeйс ван Лер (31 марта 1948). Тeйс был выпускником Амстердамской консерватории и набирал опыт, играя в любительских джаз-группах. Трио было задействовано для голландской постановки мюзикла «Волосы». Для записи своего дебютного альбома группа пригласила гитариста-виртуоза Яна Аккермана (24 декабря 1946), который покинул группу Brainbox, где он играл вместе с Пьером ван дер Линденом, братом лидера Ekseption Рика ван дер Линдена, позднее игравшем в Trace.

### 1970-е
В 1971 году группа выпустила первый альбом In and Out of Focus, затем — Moving Waves, принёсший ей славу и признание и ставший хитом по обе стороны Атлантики. Альбом показал, что Тeйс ван Лер и Ян Аккерман — талантливые композиторы, которые могут рассчитывать на успех среди любителей прогрессивного рока, составлявших в 1970-е немалую часть слушательской аудитории.
Незадолго до того как группа отправилась в тур в поддержку нового альбома, её покинул Сирил Хаверманс, басист, который выпустил свой сольный альбом в 1973.
Focus III (двойной альбом) появился на прилавках в 1972. Критики указывали на то, что новый альбом получился не таким целостным, как предыдущий, а также на недостаток материала для двухдискового релиза.
В 1973 вышел альбом Focus at the Rainbow, в котором проявилась вся та энергетика группы, которой славились живые выступления Focus.
В 1974 состав группы изменился: на место Ван дер Линдена пришёл бывший барабанщик Stone the Crows Колин Аллен. Это произошло перед тем, как группа закончила запись нового альбома Hamburger Concerto. Продюсерам и некоторым участникам группы казалось, что Алленовский традиционный стиль игры сделает музыку Focus более близкой и понятной для широкой аудитории. Попытка повторить успех Hocus Pocus с новой композицией Harem Scarem оказалась неудачной. В творчестве группы наступил кризис. Новый альбом Mother Focus, записанный в 1975 с новым барабанщиком Дэвидом Кемпером оказался ещё более провальным. Попытка завоевать широкую аудиторию привела к тому, что многие треки нового альбома звучали чересчур легко, напоминая поп-музыку, что раздражало как критиков, так и старых фанатов коллектива. Ян Аккерман покинул группу перед новым туром, запланированным на 1976. Последней надеждой для группы стал джазовый гитарист Филип Катерин, который и заменил неожиданно убывшего Аккермана. Сборник неоконченных треков Ship of Memories вышел под лейблом Sire Records в 1977; он состоял из записей репетиций к новому альбому, выпуск которого планировался на 1974 год.

### 1980-е
Ван Лер и Ян Аккерман объединились для нового проекта — альбом Focus не принёс коммерческого успеха. Его треки напоминали скорее «лёгкое джазовое» звучание Mother Focus, чем ранние работы группы. Объёмы продаж были маленькими, и даже старые фанаты иногда не желали приобрести новый диск.

### 1990-е
В 90-х группа выступала на голландском телевидении в старом составе (Аккерман, Ван Лер, Рёйтер, Ван дер Линден). А в 1993 группа выступила на джазовом фестивале «North Sea Jazz Festival».

### 2000-е
В последние годы Тейс ван Лер попытался возродить группу. Состав постоянно изменялся, но, несмотря на это, в 2002 году вышел альбом Focus 8, в конце 2006-го — Focus 9 / New Skin, а ещё шесть лет спустя — Focus X. Последние два альбома записаны с участием барабанщика 1970–1973, 1975 и 1990 гг. Пьера ван дер Линдена.
В 2010 году песня под названием Hocus Pocus стала основным саундтреком в рекламе Nike Write the Future.

## Состав

### Первоначальный состав
- Тийс ван Лейр — клавишные, флейта, вокал
- Ян Аккерман — гитары
- Мартийн Дрезден — бас-гитара
- Ханс Клеувер — ударные

### Изменения состава
После первого альбома:
- Пьер ван Линден — ударные
- Сирил Хаверманс — бас-гитара

На третьем альбоме:
- Берт Рюитер — бас-гитара

На четвёртом альбоме:
- Колин Аллен — ударные

На пятом альбоме:
- Дэвид Кэмпер — ударные

Состав 1976 года:
- Тийс ван Леер — клавишные, флейта, вокал
- Берт Рюитер — бас-гитара
- Филип Катрин — гитары
- Стив Смит — ударные
- Пи Джей Проби — вокал.

Состав в 2000—2003 годах:
- Тийс ван Леер — клавишные, флейта, вокал
- Ян Дюми — гитары, бэк-вокал
- Бобби Якобс — бас-гитара, синтезаторы
- Берт Смаак — ударные

Состав на альбоме Focus 9:
- Тийс ван Леер — клавишные, флейта, вокал
- Нильс ван дер Стинховен — гитары, вокал
- Бобби Якобс — бас-гитара, синтезаторы
- Пьер ван дер Линден — ударные

### Текущий состав
- Тийс ван Леер — клавишные, флейта, вокал (1969–1978, 1985, 1990, 1999, с 2001 по настоящее время)
- Менно Гутхес — гитара (1999, с 2010 по настоящее время)
- Бобби Якобс — бас-гитара (с 2001 по настоящее время)
- Пьер ван дер Линден — ударные (1970–1973, 1975, 1990, с 2004 по настоящее время)

## Дискография

### Студийные альбомы
- Focus Plays Focus (In and Out of Focus) (январь 1971)
- Moving Waves (октябрь 1971)
- Focus III (ноябрь 1972)
- Hamburger Concerto (май 1974)
- Mother Focus (октябрь 1975)
- Ship of Memories (сентябрь 1977)
- Focus con Proby (январь 1978)
- Focus (август 1985)
- Focus 8 (январь 2002)
- Focus 9 / New Skin (сентябрь 2006)
- Focus X (ноябрь 2012)
- Golden Oldies (апрель 2014) — сборник перезаписанных в студии наиболее известных композиций.
- Focus 11 (ноябрь 2018)

### Концертные альбомы
- At the Rainbow (октябрь 1973)
- Live at the BBC (май 2004)

### Синглы
- «Hocus Pocus» #20 UK, #9 US
- «Sylvia» #4 UK

### Компиляции
- Hocus Pocus (The Best of Focus) (1994)